# Бассано (озеро)
Бассано (итал. Bassano) или Лаго-ди-Бассано (итал. Lago di Bassano) — небольшое заболоченное озеро в муниципалитете Орте (Италия) на правом берегу Тибра.

## История
Вадимонское озеро (лат. Vadimonis lacus) — небольшое круглое озеро в южной части Этрурии, в америйском округе, считавшееся у этрусков священным и возле которого они устраивали свои собрания.
В конце IV — начале III века до н. э. около озера Вадимон произошло две битвы после победы в которых римляне начали покорение италийских племён и завоевание греческих городов в Южной Италии.